# Ictineu 3

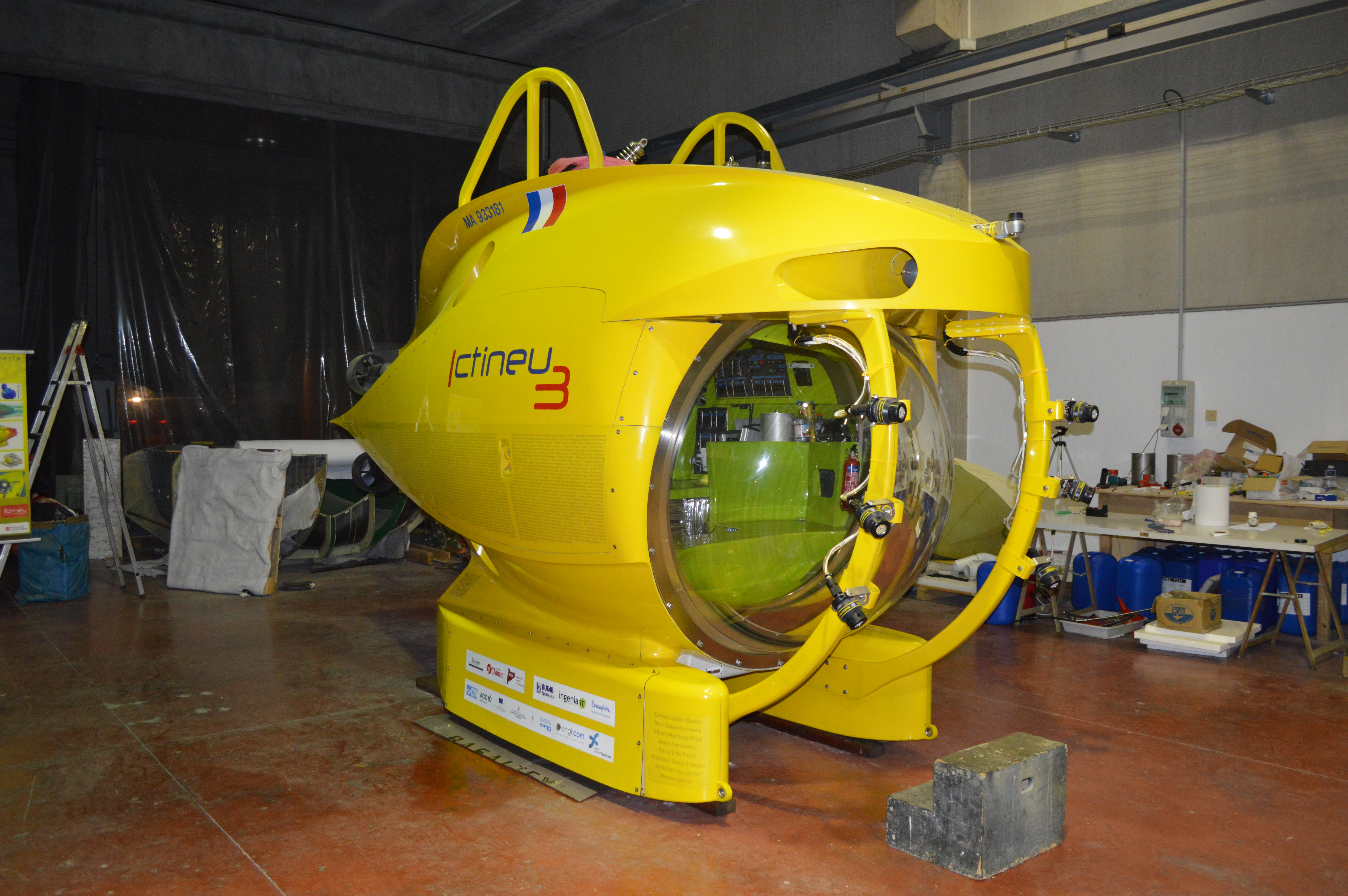
El submarino científico Ictineu 3 en su depósito de San Feliu de Llobregat.

El Ictineu 3 es un submarino civil, para uso científico y técnico, de diseño y construcción catalanes, inspirado en los submarinos Ictíneo I y Ictíneo II creados por el emprendedor Narciso Monturiol y Estarriol, de Figueras, en la segunda mitad del siglo XIX. Opera bajo bandera francesa con el número de registro MA-933181.

## Proyecto
El proyecto fue impulsado por la Asociación Institut Ictineu, (Centro Catalán de Investigación Submarina), y registrada en febrero de 2006. El diseño y construcción se ha llevado a cabo por la empresa Ictineu Submarins S.L.  (constituida en febrero de 2007), inicialmente en un taller del Museo Marítimo de Barcelona, y posteriormente en sus propios talleres situados en San Feliu de Llobregat. Sus promotores y artífices son los ingenieros Pere Forès y Carme Paradera. El submarino está certificado por la sociedad Germanischer Lloyd. La financiación del proyecto se lleva a cabo mediante mecenazgo de entidades y empresas, y donaciones de personas en formato de Micromecenazgo. En este sentido, se pidieron 60.000 euros a través de la plataforma Verkami, y las aportaciones superaron esta cantidad.

## Prestaciones
Se trata de un vehículo submarino pensado por la exploración científica y los trabajos submarinos. Precisa de un único tripulante y puede traer un máximo de 2 pasajeros adicionales. Sus medidas son: eslora 4,8 metros, manguera 1,9 metros, y puntal 2,8 metros, con un desplazamiento de 5 toneladas métricas, admitiendo una carga de hasta 300 kilogramos.
Consta de un doble casco formado por un buque resistente a la presión, al cual se sobrepone un carenado hidrodinámico que aloja parte de los sistemas de navegación. El buque de presión consta de un habitáculo esférico de acero inoxidable de 1,7 metros de diámetro, con una ventana de observación frontal constituida por una cúpula de metacrilato de 1.2 metros de diámetro. Unida a la esfera principal, hay una de más pequeña situada en posición superior y posterior, que integra una escotilla de acceso de 54 cm de diámetro, y que dispone de una cúpula de metacrilato de 54 cm de diámetro, para permitir también la observación exterior.
Su profundidad operativa máxima es de 1.200 metros. La profundidad de colapso se estima en los 2.076 metros.  
Su propulsión es eléctrica, con cuatro hélices movidas cada una por un motor eléctrico, con una potencia total de 108 kilovatios (4x 27 kW). Además, utiliza cuatro propulsores de maniobra de 1,25 kW cada uno. Sus acumuladores son unas innovadoras baterías de ion-litio de alto rendimiento, desarrolladas por la propia empresa constructora, que permiten una autonomía de trabajo de 10 horas.
La velocidad prevista en superficie es 2,5 nudos, y la velocidad de crucero en inmersión es de 1.5 nudos. La autonomía prevista en distancia navegada es de 10 millas náuticas.
La reserva de aire es de 160 litros a 700 atmósferas, repartida en 4 depósitos, con 20 litros adicionales de oxígeno a 200 atmósferas en 2 depósitos. Dispone de tanques de oxígeno con una reserva de emergencia de 80 litros a 200 atmósferas en 4 depósitos, así como dispositivos para absorber el dióxido de carbono. Todo ello garantiza un apoyo vital de 5 días (120 horas/hombre).
Dispone de 2 brazos robóticos, con un alcance de 1,5 metros, pinzas intercambiables, y varios grados de libertad, que le permiten desarrollar tareas como por ejemplo la manipulación y recogida de objetos, uso de herramientas, etc. En caso de emergencia pueden gastarse del submarino. Incorpora foco de luz con una potencia total de 2.000 vatios y flashes con 2.000 vatios adicionales. Va equipado con una radio submarina, radio VHF por superficie, sonda acústica de profundidad, y una sonda gráfica de 360°. Aun así tiene una boya de seguridad con 1.800 metros de cabeza.
Es un vehículo de autonomía limitada y dependerá de un barco nodriza de superficie, en forma de catamarán, que le abastece transporte, energía, y apoyo logístico. Se prevé que pueda ser trasladado con sus accesorios en un contenedor.